# Hagen Kleinert
Hagen Michael Kleinert (* 15. června 1941, Twardogóra – do 1945 Festenberg) je německý fyzik, profesor teoretické fyziky na FU v Berlíně. 

## Dílo
Kleinert je autorem mnoha vědeckých publikací (více než 370 článků) které se zabývají
matematickou fyzikou, fyzikou
elementárních částic, atomovou fyzikou,
fyzikou pevných látek, tekutými krystaly, biomembránami,
emulzemi, polymery, a teorií finančních trhů.
Je také autorem několika knih z teoretické fyziky. Nejznámější z nich je učebnice
- Path Integrals in Quantum Mechanics, Statistics, Polymer Physics, and Financial Market - která se od roku 1990 dočkala již
čtvrté edice a obdržela velmi pozitivní kritiku.
Ještě jako mladý profesor navštívil Kleinert v roce[1972 Caltech, kde byl
silně ovlivněn významným americkým fyzikem Richardem Feynmanem. Byla to pravděpodobně tato zkušenost
která mu později pomohla úspěšně použít Feynmanův dráhový integrál k řešení vodíkového atomu.
Tento výsledek také značně rozšířil aplikační oblast Feynmanovy metody.
Později Kleinert spolupracoval s Feynmanem na jednom z jeho posledních článků.
Uvedená spolupráce vedla k rozpracování matematického postupu který umožňuje převést divergentní ("weak-coupling")
mocninné řady na konvergentní ("strong-coupling") mocninné řady. Tato, tak zvaná Variační poruchová teorie
je v současné době nejpřesnější teorií na výpočet kritických exponentů
které jsou pozorovány v blízkosti fázových přechodů druhého řádu. Úspěšnost této metody
byla experimentálně potvrzena pro supratekuté hélium v družicových experimentech.
V rámci kvantové teorie kvarků nalezl původ algebry Reggeho residuí předpovězené
N. Cabibbem, L. Horwitzem a
Y. Ne'emanem(p.232 in).
Společně s K. Maki objasnil strukturu ikosahedrální fáze u kvasikrystalů.
V roce 1982 předpověděl pro supravodiče tříkritický bod ve fázovém diagramu
mezi supravodiči typu-I a typu-II.
Tato předpověď byla v roce 2002 nepřímo potvrzena prostřednictvím
Monte Carlo simulací.
Zmíněná teorie je založena na nové, tak zvané, "neuspořádané" polní teorii
(disorder field theory),
kterou Kleinert rozpracoval ve své knize Gauge Fields in Condensed Matter  (viz níže).
V této teorii jsou statistické vlastnosti fluktuujících vortexů nebo
lineárních defektů popsány jako elementární excitace
s pomocí kvantových polí.
Neuspořádaná polní teorie je duální verzí k
"uspořádané" polní teorii (order field theory) navržené L.D. Landauem pro
fázové přechody.
Na letní škole v Erice konané v roce 1978 navrhl existenci "zlomené" supersymetrie, která by měla existovat v atomových jádrech, tato předpověď byla později experimentálně pozorována.
Jeho teorie kolektivních kvantových polí a hadronizace kvarkových teorií slouží dnes jako teoretické prototypy, např. v
pevných látkách nebo v jaderné a částicové fyzice.
V roce 1986 zavedl pojem tuhosti do teorie strun (ve strunové teorii se běžně předpokládá, že struny
mají jenom napětí). Tímto způsobem značně zlepšil fyzikální vlastnosti strun. Protože podobné rozšíření bylo také nezávisle navrženo ruským fyzikem A. Polyakovem, je tento výsledek znám jako Polyakovova-Kleinertova struna Archivováno 11. 6. 2020 na Wayback Machine..
Jako alternativu k strunové teorii, použil Kleinert kompletní fyzikální analogii mezi ne-Euklidovskou geometrií a geometrií krystalu s defekty. Tento krok mu umožnil navrhnout model vesmíru dnes známého jako
World Crystal nebo Planck-Kleinertův krystal který má, na vzdálenostech řádu Planckovy délky, zcela odlišné fyzikální vlastnosti než strunová teorie.
V tomto modelu látka vytváří defekty v prostoročase, které ve svém důsledku generují křivost a
všechny obvyklé efekty známé z teorie obecné relativity. Zmíněna teorie inspirovala
italskou umělkyni Lauru Pesce k tvorbě
skleněné sochy s názvem "world crystal" (viz též spodní levý roh této stránky).
Spolu s A. Chervyakovem zobecnil teorii
distribucí z lineárních prostorů na
semigrupy tím, že konsistentně zadefinoval součin distribucí (v obvyklé matematické
formulaci jsou definovány jenom lineární kombinace distribucí).
Toto rozšíření bylo umožněno fyzikálním požadavkem, že
dráhové integrály musí být invariantní
vzhledem k libovolné transformaci souřadnic.
Tato vlastnost je ve skutečnosti nezbytná
k důkazu ekvivalence mezi dráhově-integrální formulací a Schrödingerovou teorií.
Kleinert je ve fyzice stále aktivní. V roce 2007 byl
starším členem fakulty pro Mezinárodní PhD. projekt v Relativistické Astrofyzice
(IRAP) Archivováno 6. 7. 2007 na Wayback Machine., která tvoří součást
mezinárodní vědecké sítě pro astrofyziku ICRANet Archivováno 23. 9. 2008 na Wayback Machine.. Je také zakládájícím členem
ESF projektu
Kosmologie v Laboratoři.

### Knihy
- Gauge Fields in Condensed Matter, Vol. I, " SUPERFLOW AND VORTEX LINES", pp. 1–742, Vol. II,

"Stress and Defects", pp. 743–1456, World Scientific (Singapore, 1989);
Paperback ISBN 9971-5-0210-0 
(také dostupné na: Vol. I a
Vol. II)
- Critical Properties of φ4-Theories, World Scientific (Singapore, 2001);

Paperback ISBN 981-02-4658-7 (také dostupné na
)
- Path Integrals in Quantum Mechanics, Statistics, Polymer Physics, and Financial Markets,

5. edice, World Scientific (Singapore, 2009)
(také dostupné na )
- Multivalued Fields in in Condensed Matter, Electrodynamics, and Gravitation,

World Scientific (Singapore, 2008)
(také dostupné na )

## Ocenění
Kleinert je kromě jiného, čestným profesorem na Kyrgyzijsko-Ruské Slovanské Universitě, a čestným členem Ruské akademie věd.
Za svůj příspěvek ve fyzice částic a ve fyzice pevných látek mu byla roku 2008 udělena 
cena Maxe Borna s medailí.